# Deutsche Poolbillard-Meisterschaft 1988 (Damen)
Die Deutsche Poolbillard-Meisterschaft 1988 war die achte Austragung zur Ermittlung der nationalen Meistertitel der Damen in der Billardvariante Poolbillard. Sie wurde in Bad Münder ausgetragen.
Es wurden die Deutschen Meisterinnen in den Disziplinen 14/1 endlos, 8-Ball, 9-Ball und 8-Ball-Pokal ermittelt.

## Medaillengewinner
| Disziplin    | Gold                              | Silber                             | Bronze                           | 4. Platz                             |
| ------------ | --------------------------------- | ---------------------------------- | -------------------------------- | ------------------------------------ |
| 14/1 endlos  | Sylvia Buschhüter (PBC Lürrip)    | Klara Lensing (PBC Kelze Ente)     | Franziska Stark (1. Kölner PBSC) | Illa Weberstetter (Olimpia München)  |
| 8-Ball       | Klara Lensing (PBC Kelze Ente)    | Birgit Hermanns (PBC Lürrip)       | Franziska Stark (1. Kölner PBSC) | Margit Schlosser (TV Schweinheim)    |
| 9-Ball       | Franziska Stark (1. Kölner PBSC)  | Klara Lensing (PBC Kelze Ente)     | Maria van Beers (PBC Karlsruhe)  | Sylvia Buschhüter (PBC Lürrip)       |
| 8-Ball-Pokal | Tanja Pelkonen (1. PBC Memmingen) | Claudia Rübenich (PBC Weiterstadt) | Franziska Stark (1. Kölner PBSC) | Angelika Prokop (1. PBC Rheinhausen) |